# Pleumartin
Pleumartin est une commune du Centre-Ouest de la France, située dans le département de la Vienne en région Nouvelle-Aquitaine.

## Géographie

### Localisation
La grande ville la plus proche de Pleumartin est Châtellerault et se trouve à environ 19 km à l'ouest à vol d'oiseau.
La commune est proche du parc naturel régional de la Brenne.

### Communes limitrophes
| Leigné-les-Bois |            | La Roche-Posay         |
|                 | Pleumartin | Vicq-sur-Gartempe      |
| Chenevelles     | Archigny   | Saint-Pierre-de-Maillé |

### Géologie et relief
La région de Pleumartin présente un paysage de plaines vallonnées plus ou moins boisées. Le terroir se compose, en dehors de l'agglomération qui couvre  3 % de la surface :
- sur les plateaux du seuil du Poitou :
  - de Terres fortes pour 29 % : Ce sont des sols composés d’argilo-calcaires moyennement profonds alternant avec des sols limoneux, riches en cailloux et blocs de meulières. Ces terres sont à tendance acide et hydromorphe.
  - de Terres de brandes pour moins de 1 %
  - de Bornais pour 67 % : ce sont des sols brun clair sur limons, profonds et humides, à tendance siliceuse.
- sur les collines calcaires, de Tuffeau blanc pour moins de 1 %

En 2006, 63 % de la superficie de la commune était occupée par l'agriculture, 34 % par des forêts et des milieux semi-naturels, et 3 % par des zones construites et aménagées par l'homme (voirie).
La présence de milieux naturels et semi-naturels riches et diversifiés sur le territoire communal permet d’offrir des conditions favorables à l’accueil de nombreuses espèces pour l'accomplissement de leur cycle vital (reproduction, alimentation, déplacement, refuge). Forêts, landes, prairies et pelouses, cours d’eau et zones humides … constituent ainsi des cœurs de biodiversité et/ou de véritables corridors biologiques.

### Hydrographie
Elle est traversée par la Luire sur une longueur de 5,4 km.

### Climat
Pour des articles plus généraux, voir Climat de la Nouvelle-Aquitaine et Climat de la Vienne.
Historiquement, la commune est exposée à un climat océanique du nord-ouest.  
En 2020, Météo-France publie une typologie des climats de la France métropolitaine dans laquelle la commune est exposée à un climat océanique altéré et est dans la région climatique  Poitou-Charentes, caractérisée par un bon ensoleillement, particulièrement en été et des vents modérés.
Pour la période 1971-2000, la température annuelle moyenne est de 11,6 °C, avec une amplitude thermique annuelle de 14,9 °C. Le cumul annuel moyen de précipitations est de 731 mm, avec 11,2 jours de précipitations en janvier et 6,7 jours en juillet. Pour la période 1991-2020, la température moyenne annuelle observée sur la station météorologique la plus proche, située sur la commune de Lésigny à 12,29 km à vol d'oiseau, est de 12,1 °C et le cumul annuel moyen de précipitations est de 743,3 mm,. Pour l'avenir, les paramètres climatiques de la commune estimés pour 2050 selon différents scénarios d’émission de gaz à effet de serre sont consultables sur un site dédié publié par Météo-France en novembre 2022.

### Voies de communication et transports
Les gares et les haltes ferroviaires proches de Pleumartin sont:
- la gare de Châtellerault à 20 km,
- la halte de Nerpuy à 23,5 km,
- la halte d'Ingrandes-sur-Vienne à 26,2 km,
- la halte de La Tricherie à 30 km.

Les aéroports et les aérodromes les plus proches de Pleumartin sont:
- l'aéroport de Poitiers-Biard à 47 km,
- l'aéroport de Châteauroux-Centre à 88 km,
- l'aéroport de Tours Val de Loire à 93 km.
- l'Aéroport de Limoges-Bellegarde à 120 km

## Urbanisme

### Typologie
Au 1er janvier 2024, Pleumartin est catégorisée commune rurale à habitat dispersé, selon la nouvelle grille communale de densité à sept niveaux définie par l'Insee en 2022.
Elle est située hors unité urbaine. Par ailleurs la commune fait partie de l'aire d'attraction de Châtellerault, dont elle est une commune de la couronne,. Cette aire, qui regroupe 44 communes, est catégorisée dans les aires de 50 000 à moins de 200 000 habitants,.

### Occupation des sols

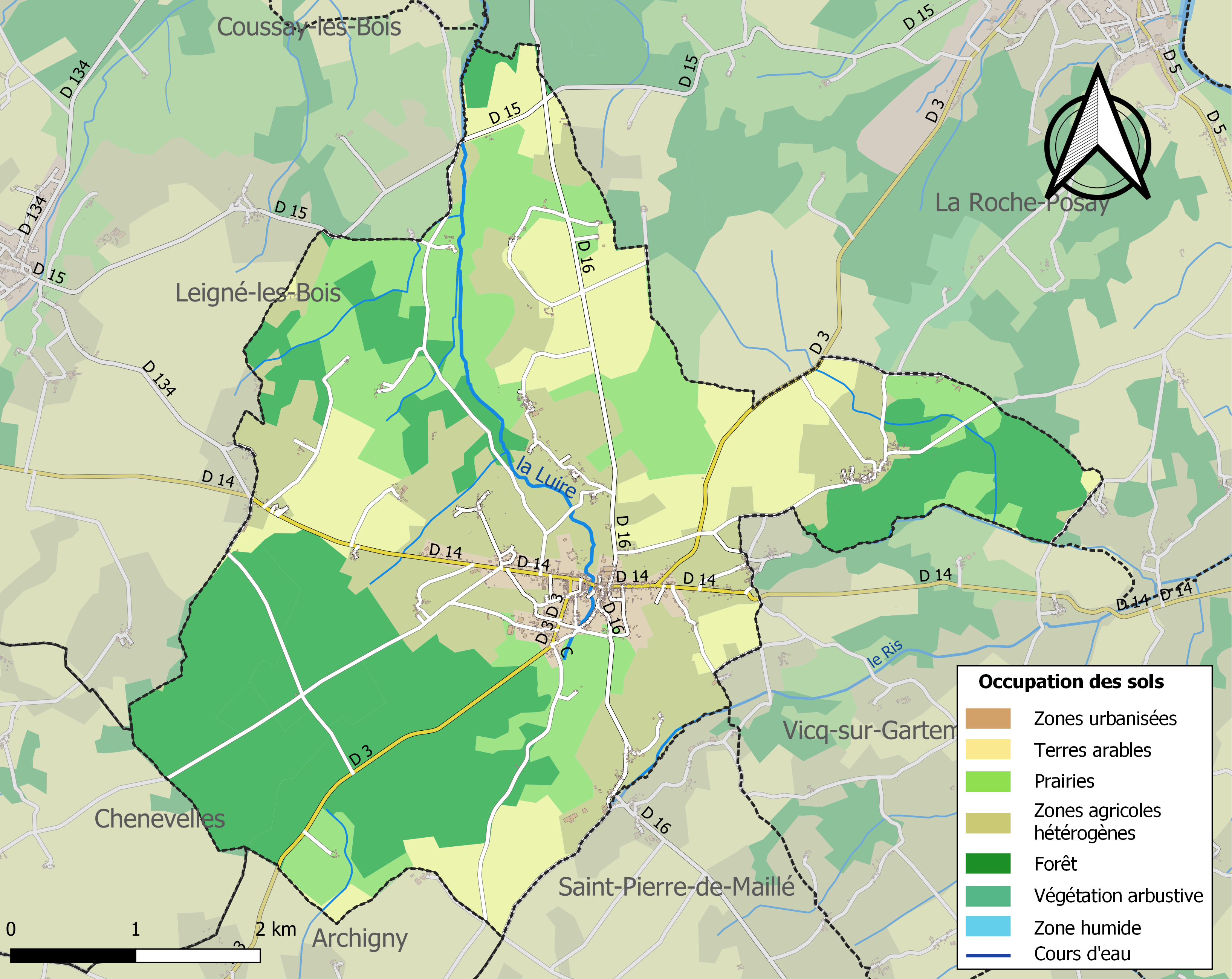
Carte des infrastructures et de l'occupation des sols de la commune en 2018 (CLC).

L'occupation des sols de la commune, telle qu'elle ressort de la base de données européenne d’occupation biophysique des sols Corine Land Cover (CLC), est marquée par l'importance des territoires agricoles (62,8 % en 2018), une proportion identique à celle de 1990 (62,8 %). La répartition détaillée en 2018 est la suivante : 
forêts (33,6 %), zones agricoles hétérogènes (24,3 %), prairies (19,8 %), terres arables (18,6 %), zones urbanisées (3,5 %).
L'IGN met par ailleurs à disposition un outil en ligne permettant de comparer l’évolution dans le temps de l’occupation des sols de la commune (ou de territoires à des échelles différentes). Plusieurs époques sont accessibles sous forme de cartes ou photos aériennes : la carte de Cassini (XVIIIe siècle), la carte d'état-major (1820-1866) et la période actuelle (1950 à aujourd'hui).

### Risques majeurs
Le territoire de la commune de Pleumartin est vulnérable à différents aléas naturels : météorologiques (tempête, orage, neige, grand froid, canicule ou sécheresse), inondations, feux de forêts, mouvements de terrains et séisme (sismicité faible). Il est également exposé à un risque technologique,  le transport de matières dangereuses. Un site publié par le BRGM permet d'évaluer simplement et rapidement les risques d'un bien localisé soit par son adresse soit par le numéro de sa parcelle.

#### Risques naturels
Certaines parties du territoire communal sont susceptibles d’être affectées par le risque d’inondation par débordement de cours d'eau, notamment la Luire. La commune a été reconnue en état de catastrophe naturelle au titre des dommages causés par les inondations et coulées de boue survenues en 1982, 1983, 1991, 1999 et 2010,.
Pleumartin est exposée au risque de feu de forêt. En 2014, le deuxième plan départemental de protection des forêts contre les incendies (PDPFCI) a été adopté pour la période 2015-2024. Les obligations légales de débroussaillement dans le département sont définies dans un arrêté préfectoral du 29 mai 2015,, celles relatives à l'emploi du feu et au brûlage des déchets verts le sont dans un arrêté permanent du 24 mai 2015,.

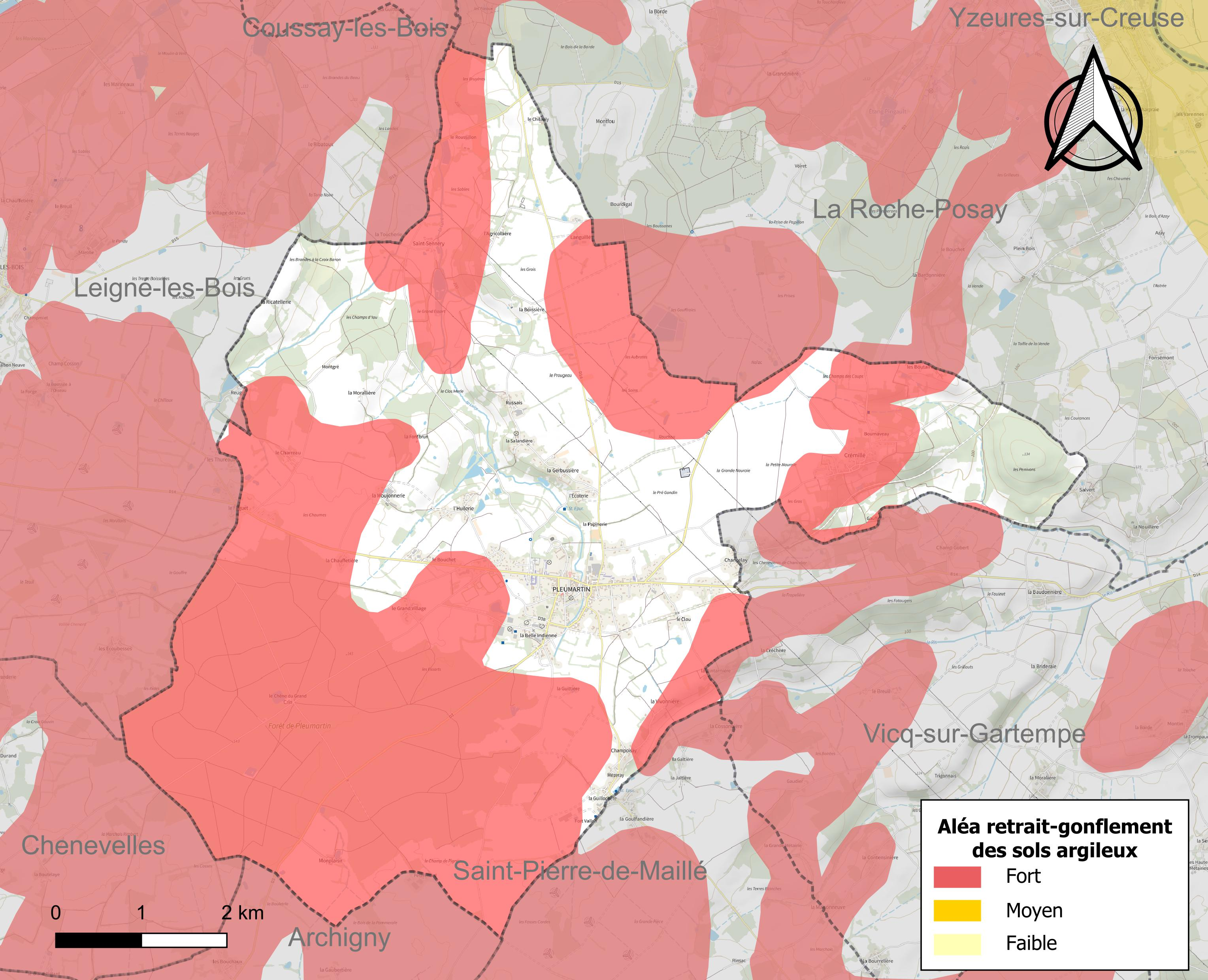
Carte des zones d'aléa retrait-gonflement des sols argileux de Pleumartin.

Les mouvements de terrains susceptibles de se produire sur la commune sont des tassements différentiels. Le retrait-gonflement des sols argileux est susceptible d'engendrer des dommages importants aux bâtiments en cas d’alternance de périodes de sécheresse et de pluie. 56,8 % de la superficie communale est en aléa moyen ou fort (79,5 % au niveau départemental et 48,5 % au niveau national). Depuis le 1er octobre 2020, en application de la loi ÉLAN, différentes contraintes s'imposent aux vendeurs, maîtres d'ouvrages ou constructeurs de biens situés dans une zone classée en aléa moyen ou fort,.
La commune a été reconnue en état de catastrophe naturelle au titre des dommages causés par la sécheresse en 1989, 1991, 1993, 1996, 2003, 2011, 2016, 2017 et 2018 et par des mouvements de terrain en 1999 et 2010.

## Toponymie
Le nom du village serait originaire du mot plain qui signifie plat en référence à la plaine et au saint patron Martin (315-397), évêque de Tours.

## Histoire
Au XIIe siècle, Pleumartin prend naissance avec l’établissement d’un prieuré et d’une cure au nord-ouest du bourg actuel, dans une vallée verdoyante à Saint-Sennery. En 1380, le roi Charles VI donne à son chambellan Jean Ysoré, en reconnaissance de son amitié et de sa bravoure, la terre de Pleumartin. Ses descendants transfèrent alors le lieu de culte aux portes du château féodal autour duquel s’organise au XVIe siècle le bourg de Pleumartin.
Pleumartin accueille favorablement les avancées de la Révolution française. Elle plante ainsi son arbre de la liberté, symbole de la Révolution. Il devient le lieu de ralliement de toutes les fêtes et des principaux événements révolutionnaires, comme le brûlement des titres féodaux le 10 mars 1794.
Pendant la Seconde Guerre mondiale, la ligne de démarcation traversait la commune, du 22 juin 1940 au 1er mars 1943, laissant le chef-lieu en zone libre. Au point de passage du Faguet, le capitaine allemand Roosbach est fusillé pour avoir fait du trafic.

## Politique et administration

### Intercommunalité
Depuis 2015, Pleumartin est dans le canton de Châtellerault-3 (N°4) du département de la Vienne. Avant la réforme des départements, Pleumartin était dans le canton n°20 de Pleumartin dans la 4e circonscription.
La commune fait partie de la communauté d'agglomération du Grand Châtellerault depuis 2017.

### Liste des maires
| Période    | Période      | Identité                    | Étiquette | Qualité                                                     |
| ---------- | ------------ | --------------------------- | --------- | ----------------------------------------------------------- |
| mai 1800   | juillet 1815 | François Trepreau           |           | Notaire                                                     |
| 1836       |              | Jean-Louis Duflocq          |           | Cultivateur                                                 |
| 1840       | 1842         | Fabien Augustin Chambourdon |           | Notaire                                                     |
| 1841       |              | Prosper Selves              |           |                                                             |
| 1977       | 1999         | Emmanuel Chambord           | DVG       | Retraité de l'enseignement                                  |
| 1999       | 2008         | Jacques Pérochon            | DVD       | Vétérinaire                                                 |
| 2008       | mars 2012    | Bernard Doury               | DVD       | Vétérinaire, conseiller général, suicide en cours de mandat |
| avril 2012 | 2014         | Jacques Perochon            | DVD       | Vétérinaire                                                 |
| 2014       | en cours     | Éric Bailly                 | DVD       | Retraité de la CGT                                          |

### Instances judiciaires et administratives
La commune relève du tribunal d'instance de Poitiers, du tribunal de grande instance de Poitiers, de la cour d'appel  de Poitiers, du tribunal pour enfants de Poitiers, du conseil de prud'hommes de Poitiers, du tribunal de commerce de Poitiers, du tribunal administratif de Poitiers et de la cour administrative d'appel  de  Bordeaux,  du tribunal des pensions de Poitiers, du tribunal des affaires de la Sécurité sociale de la Vienne, de la cour d’assises de la Vienne.

### Services publics
Les réformes successives de La Poste ont conduit à la fermeture de nombreux bureaux de poste ou à leur transformation en simple relais. Toutefois, la commune a pu maintenir le sien.

## Population et société

### Démographie
L'évolution du nombre d'habitants est connue à travers les recensements de la population effectués dans la commune depuis 1793. Pour les communes de moins de 10 000 habitants, une enquête de recensement portant sur toute la population est réalisée tous les cinq ans, les populations de référence des années intermédiaires étant quant à elles estimées par interpolation ou extrapolation. Pour la commune, le premier recensement exhaustif entrant dans le cadre du nouveau dispositif a été réalisé en 2005.

En 2022, la commune comptait 1 208 habitants, en évolution de −2,89 % par rapport à 2016 (Vienne : +0,6 %, France hors Mayotte : +2,11 %).
| 1793  | 1800  | 1806  | 1821  | 1831  | 1836  | 1841  | 1846  | 1851  |
| ----- | ----- | ----- | ----- | ----- | ----- | ----- | ----- | ----- |
| 1 073 | 1 132 | 1 119 | 1 175 | 1 343 | 1 357 | 1 272 | 1 300 | 1 378 |

| 1856  | 1861  | 1866  | 1872  | 1876  | 1881  | 1886  | 1891  | 1896  |
| ----- | ----- | ----- | ----- | ----- | ----- | ----- | ----- | ----- |
| 1 374 | 1 410 | 1 418 | 1 351 | 1 316 | 1 334 | 1 387 | 1 299 | 1 300 |

| 1901  | 1906  | 1911  | 1921  | 1926  | 1931  | 1936  | 1946  | 1954  |
| ----- | ----- | ----- | ----- | ----- | ----- | ----- | ----- | ----- |
| 1 248 | 1 270 | 1 335 | 1 342 | 1 345 | 1 320 | 1 292 | 1 282 | 1 285 |

| 1962  | 1968  | 1975  | 1982  | 1990  | 1999  | 2005  | 2006  | 2010  |
| ----- | ----- | ----- | ----- | ----- | ----- | ----- | ----- | ----- |
| 1 348 | 1 302 | 1 173 | 1 178 | 1 154 | 1 117 | 1 160 | 1 163 | 1 211 |

| 2015  | 2020  | 2022  | - | - | - | - | - | - |
| ----- | ----- | ----- | - | - | - | - | - | - |
| 1 243 | 1 203 | 1 208 | - | - | - | - | - | - |

La densité de population de la commune est de 49 hab./km2. Celle du département est  de 61 hab./km2. Elle est de 68 hab./km2 pour la région Poitou-Charentes et de 115 hab./km2 pour la France (INSEE- 2008).
Les dernières statistiques démographiques pour la commune de Pleumartin ont été fixées en 2009 et publiées en 2012. Il ressort que la mairie administre une population totale de 1 211 personnes. À cela il faut soustraire les résidences secondaires (15 personnes) pour constater que la population permanente sur le territoire de la commune est de 1 196 habitants.
La répartition par sexe de la population est la suivante :
- en 1999 : 50,8 % d'hommes et 49,2 % de femmes ;
- en 2005 : 49,5 % d'hommes et 50,5 % de femmes ;
- en 2010 : 47,4 % d'hommes pour 52,6 % de femmes.

En 2005, selon l'INSEE :
- le nombre de célibataires était de 32,8 % ;
- les couples mariés représentaient 50,3 % de la population ;
- les divorcés représentaient 5,9 % ;
- le nombre de veuves et veufs était de 11 %.

### Enseignement
La commune de Pleumartin dépend de l'académie de Poitiers (rectorat de Poitiers) et son école primaire Marcel-Pilot dépend de l'inspection académique de la Vienne.

### Santé
La commune accueille un EHPAD, Les Rousselières.

## Économie

### Agriculture
Certains exploitants agricoles ont entrepris une diversification par l'agriculture dite biologique.
Selon la direction régionale de l'Alimentation, de l'Agriculture et de la Forêt de Poitou-Charentes, il n'y a plus que 16 exploitations agricoles en 2010 contre 28 en 2000.
Les surfaces agricoles utilisées ont diminué et sont passées de 1 093 hectares en 2000 à 986 hectares en 2010. 31 % sont destinées à la culture des céréales (blé tendre essentiellement et maïs), 11 % pour les oléagineux (tournesol), 18 % pour le fourrage et 20 % reste en herbes. En 2000,3 hectares (0 en 2010) étaient consacrés à la vigne.
6 exploitations en 2010 (contre 14 en 2000) abritent un élevage de bovins (660 têtes en 2010 contre 802 têtes en 2000). 5 exploitations en 2010 (contre 13 en 2000) abritent un élevage d'ovins (187 têtes en 2010 contre 882 têtes en 2000). L'élevage de volailles a disparu au cours de cette décennie (323 têtes réparties entre 13 fermes en 2000).
La transformation de la production agricole est de qualité et permet aux exploitants d’avoir droit, sous conditions, aux appellations et labels suivants :
- Sainte-Maure de Touraine (AOC)
- Beurre de Charentes-Poitou (AOC)
- Beurre des Charentes (AOC)
- Beurre des Deux-Sèvres (AOC)
- Veau du Limousin (IGP)
- Agneau du Poitou-Charentes (IGP)
- Bœuf du Maine (IGP)
- Volaille du Berry (IGP)
- Jambon de Bayonne (IGP)
- Rillettes de Tours (IGP)

### Industries
Plusieurs PME se sont installées sur le territoire de la commune dont les compétences variées : fabrication de produits à base d’œuf, chaudronnerie de l’inox pour les établissements hospitaliers, charpentes pour maisons d’habitations, édition de progiciels, préparation et de vente de kartings pour la compétition.

### Commerces
Un marché se tient tous les dimanches matin sur la place principale du bourg et sous la halle.
Pleumartin, en 2020, dispose encore de 14 commerces : 
- deux boulangeries,
- une quincaillerie,
- une boucherie,
- une épicerie,
- deux garagistes,
- deux bars et restaurants,
- deux coiffeurs,
- un informaticien,
- une pharmacie.

### Emplois et activité
Le taux de chômage en 2018 était de 13 % et en 2005 il était de 14 %.
Les retraités et les préretraités représentaient 32,6 % de la population en 2005 et 28,7 % en 1999.
Le taux d'activité était de 84.5 % en 2018 et de 75,6 % en 2005.

## Culture locale et patrimoine

### Lieux et monuments

#### Patrimoine civil
- Château de Pleumartin du XIXe siècle.
- Restes d'un ancien château.
- Les Halles sont situées en plein cœur du bourg. Elles ont été construites au XVIIe siècle. Elles ont été le siège, sous l'Ancien Régime, d'un marché et de foires annuelles. La toiture repose sur charpente faite de chêne. Les poteaux sont posés sur des dés de pierre.

#### Patrimoine religieux
- Église de la Trinité ou Notre-Dame de Pleumartin du XIIe siècle.

#### Patrimoine naturel
La commune abrite deux zones naturelles d'intérêt écologique, faunistique et floristique (ZNIEFF) qui couvrent 23 % de la surface communale :
- Les brandes à La Croix Baron. Elles bénéficient d'une protection par maîtrise foncière par son classement comme Espaces Naturels Sensibles (ENS).
- La forêt de Pleumartin.

##### La forêt de Pleumartin
La forêt de Pleumartin s’étend en partie sur le territoire de trois communes : Leigné-les-Bois, Pleumartin et Chenevelles.
Il est possible d’observer le Bouvreuil pivoine, le Busard Saint-Martin, l’Engoulevent d’Europe, le Faucon hobereau, la Mésange huppée et le Rouge-queue à front blanc.

### Équipement culturel
Une bibliothèque municipale.

### Personnalités liées à la commune
- Marie-France Beaufils, conseillère générale et sénatrice d'Indre-et-Loire, maire de Saint-Pierre-des-Corps, vice-présidente de la communauté d'agglomération de Tours Plus, née à Pleumartin le 22 novembre 1946.
- Henri Doucet, dessinateur et peintre, né à Pleumartin le 16 décembre 1883, mort le 5 mars 1915[39].

### Héraldique
| Blason | Blasonnement : D'argent aux deux fasces d'azur. |